# Rumble Doll
Rumble Doll är ett musikalbum av Patti Scialfa. Det är Pattis debutalbum och kom ut 1993.

## Låtlista
1. Rumble Doll
2. Come Tomorrow
3. In My Imagination
4. Valerie
5. As Long As I (Can Be With You)
6. Big Black Heaven
7. Loves Glory
8. Lucky Girl
9. Charm Light
10. Baby Don't
11. Talk To Me Like The Rain
12. Spanish Dancer

Låten Valerie har även Emmylou Harris och Linda Ronstadt gjort på sitt album Western Wall.
Låten Lucky Girl är skriven av Patti Scialfa och Mike Campbell från Tom Petty and the Heartbreakers.